# آلبرت گلدارد
آلبرت گلدارد (به انگلیسی: Albert Geldard) بازیکن فوتبال زادهٔ ۱۱ آوریل ۱۹۱۴ اهل کشور انگلستان که سابقهٔ بازی در تیم ملی فوتبال انگلستان را در کارنامهٔ خود دارد. وی در تاریخ ۱۳ مه ۱۹۳۳ نخستین بازی ملی خود را در مقابل تیم ملی فوتبال ایتالیا انجام داد و با حضور در ۴ بازی ملی، در تاریخ ۲۳ اکتبر ۱۹۳۷ واپسین بازی ملی‌اش را در برابر تیم ملی فوتبال ایرلند شمالی برگزار کرد.